# Schwangau
Schwangau – miejscowość i gmina w południowych Niemczech, w kraju związkowym Bawaria, w rejencji Szwabia, w regionie Allgäu, w powiecie Ostallgäu. Leży w Allgäu, około 25 km na południowy wschód od Marktoberdorfu, przy drodze krajowej B17.
Na terenie gminy znajdują się zamki: Neuschwanstein, Hohenschwangau i Bullachberg.

## Demografia
| Rok  | Liczba mieszk. |
| ---- | -------------- |
| 1840 | 700            |
| 1939 | 1 524          |
| 1991 | 3 255          |

## Polityka
Wójtem gminy jest Reinhold Sontheimer, rada gminy składa się z 16 osób.

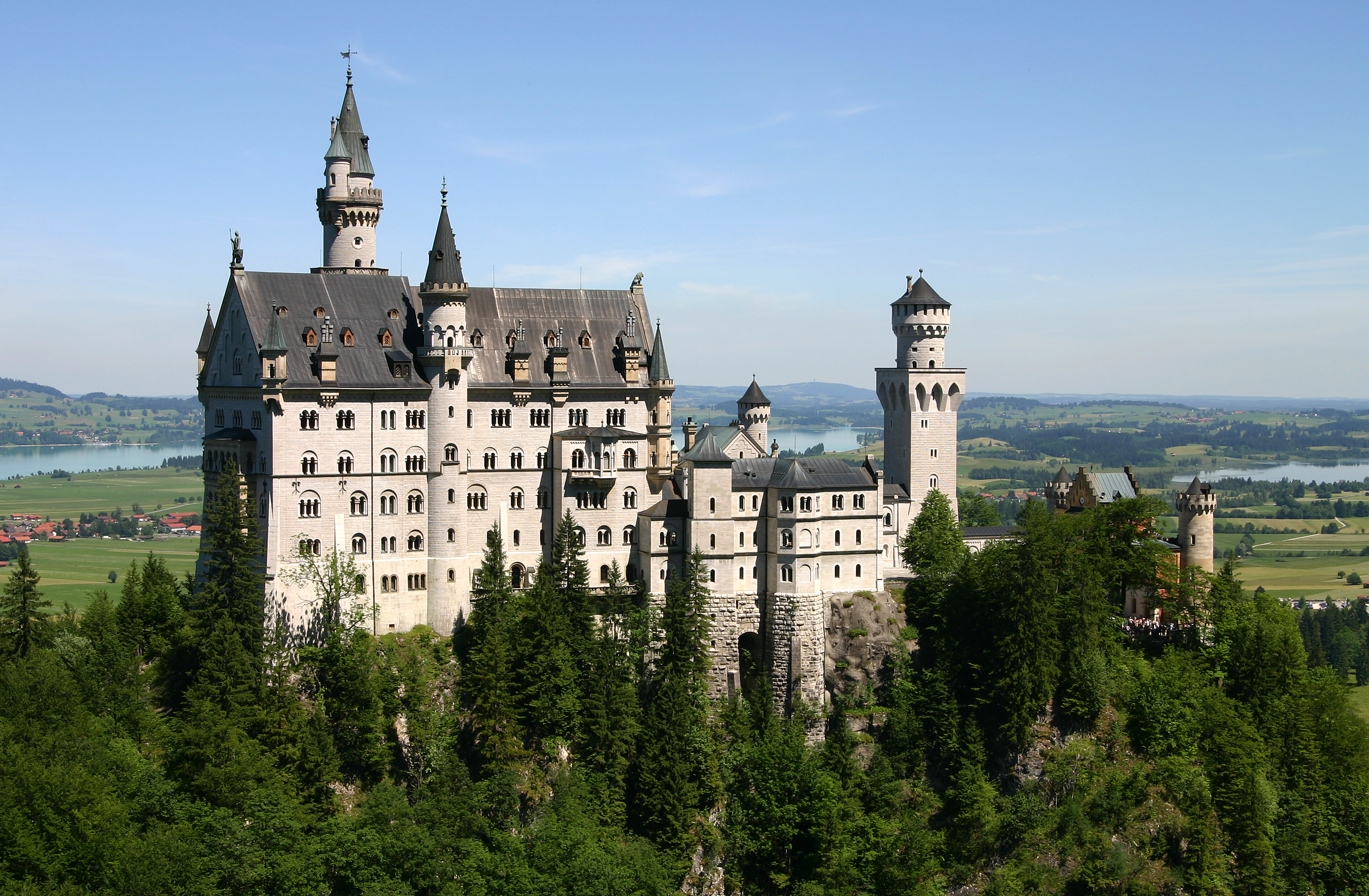
Zamek Neuschwanstein

|      | CSU | SPD | FW | FDG | Razem |
| 2008 | 6   | 2   | 3  | 5   | 16    |
| 2002 | 6   | 3   | 3  | 4   | 16    |